# طواف إفريقيا للدراجات 2008–09
طواف أفريقيا للدراجات 2008–09 (بالإنجليزية: 2008–09 UCI Africa Tour)‏ هو الموسم 5 من  طواف أفريقيا للدراجات.

## وصلات خارجية
- الموقع الرسمي